# مهدي أباد (مقاطعة فسا)
مهدي أباد (بالفارسية: مهدی‌آباد) هي قرية تقع في قسم صحرارود الريفي في إيران. يقدر عدد سكانها بـ 36 نسمة .